# Hallmundarhraun

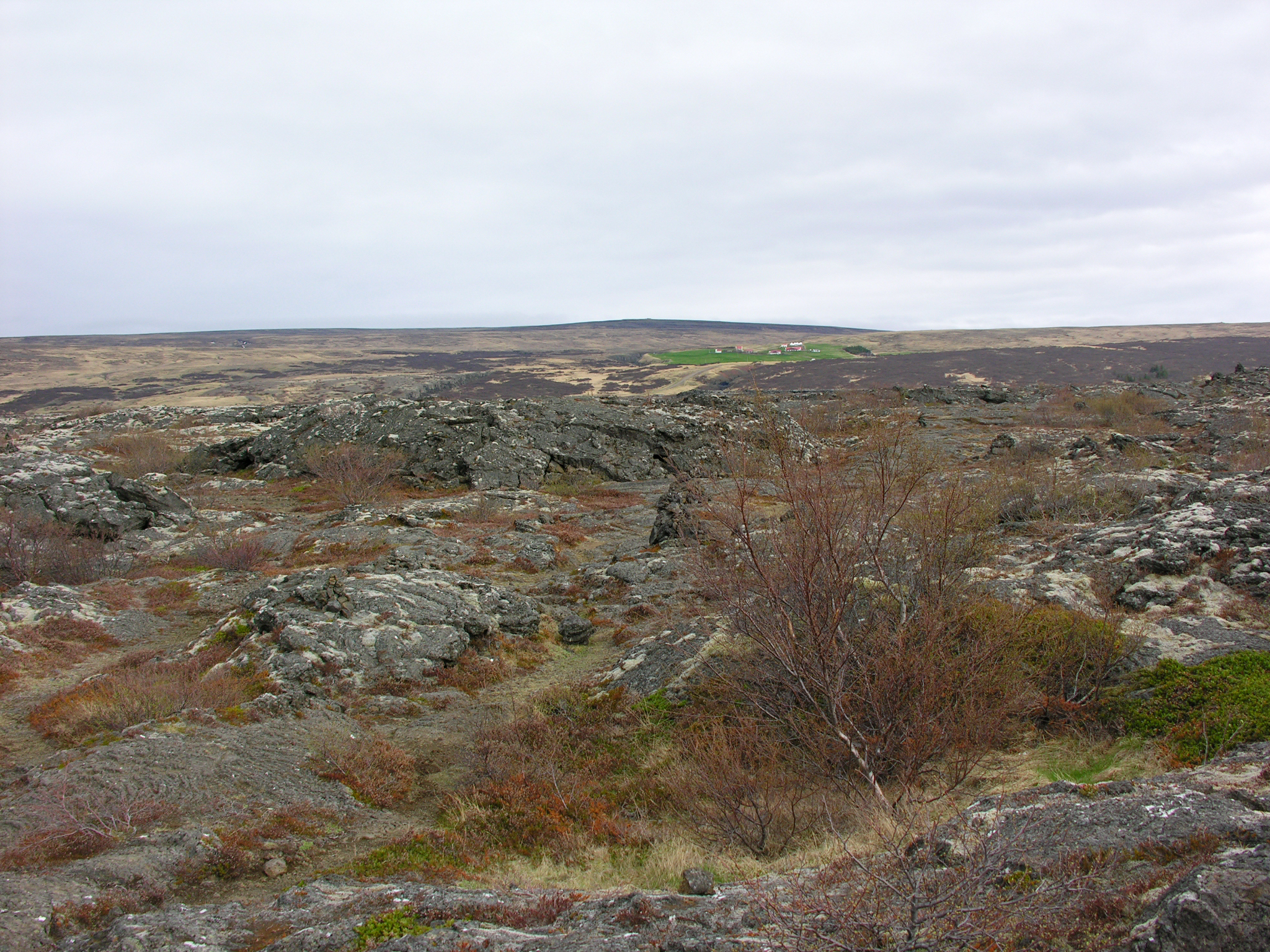
Hallmundarhraun bei den Hraunfossar, in der Ferne der Hof Gilsbakki

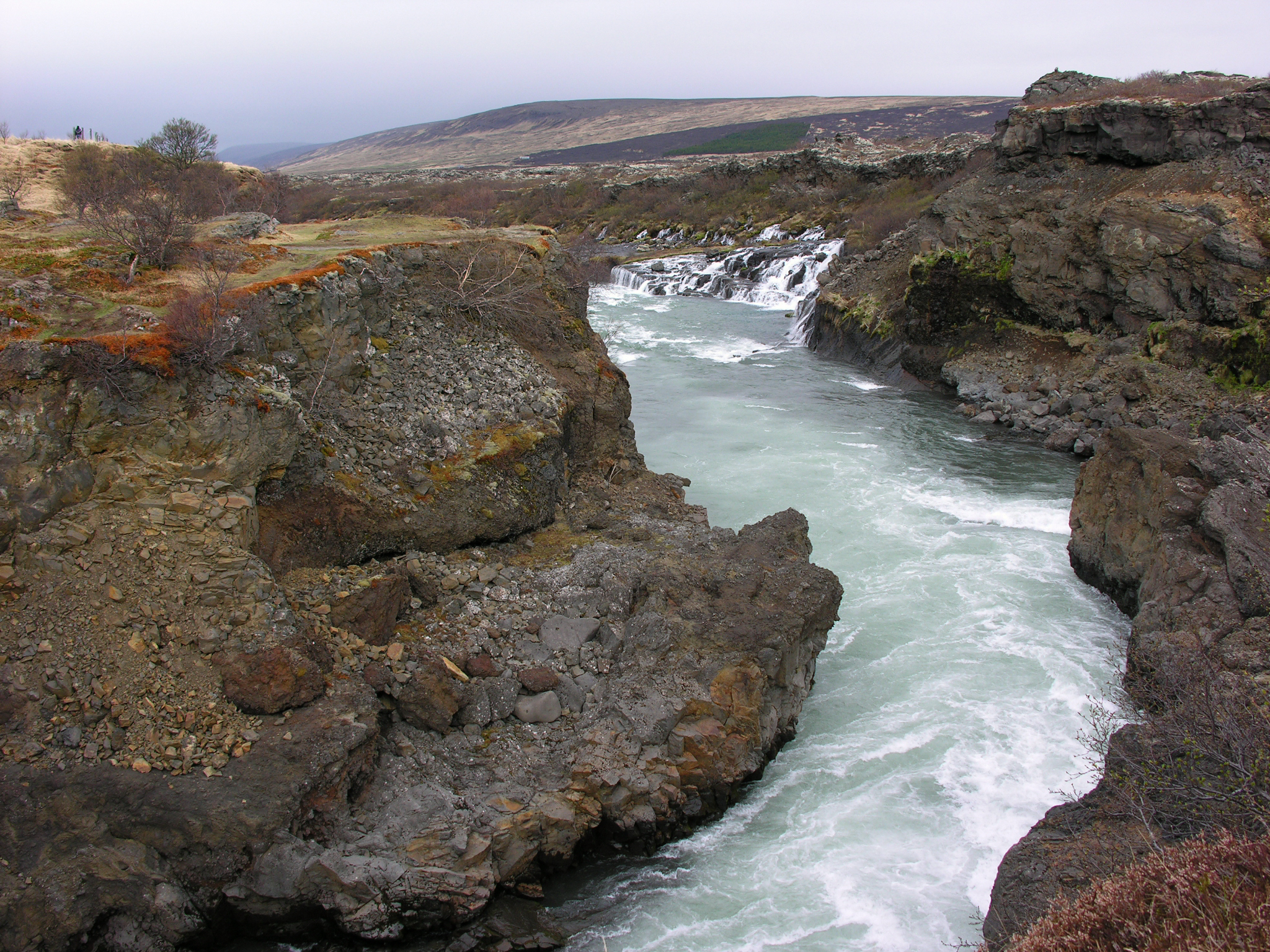
Lavawasserfälle Hraunfossar

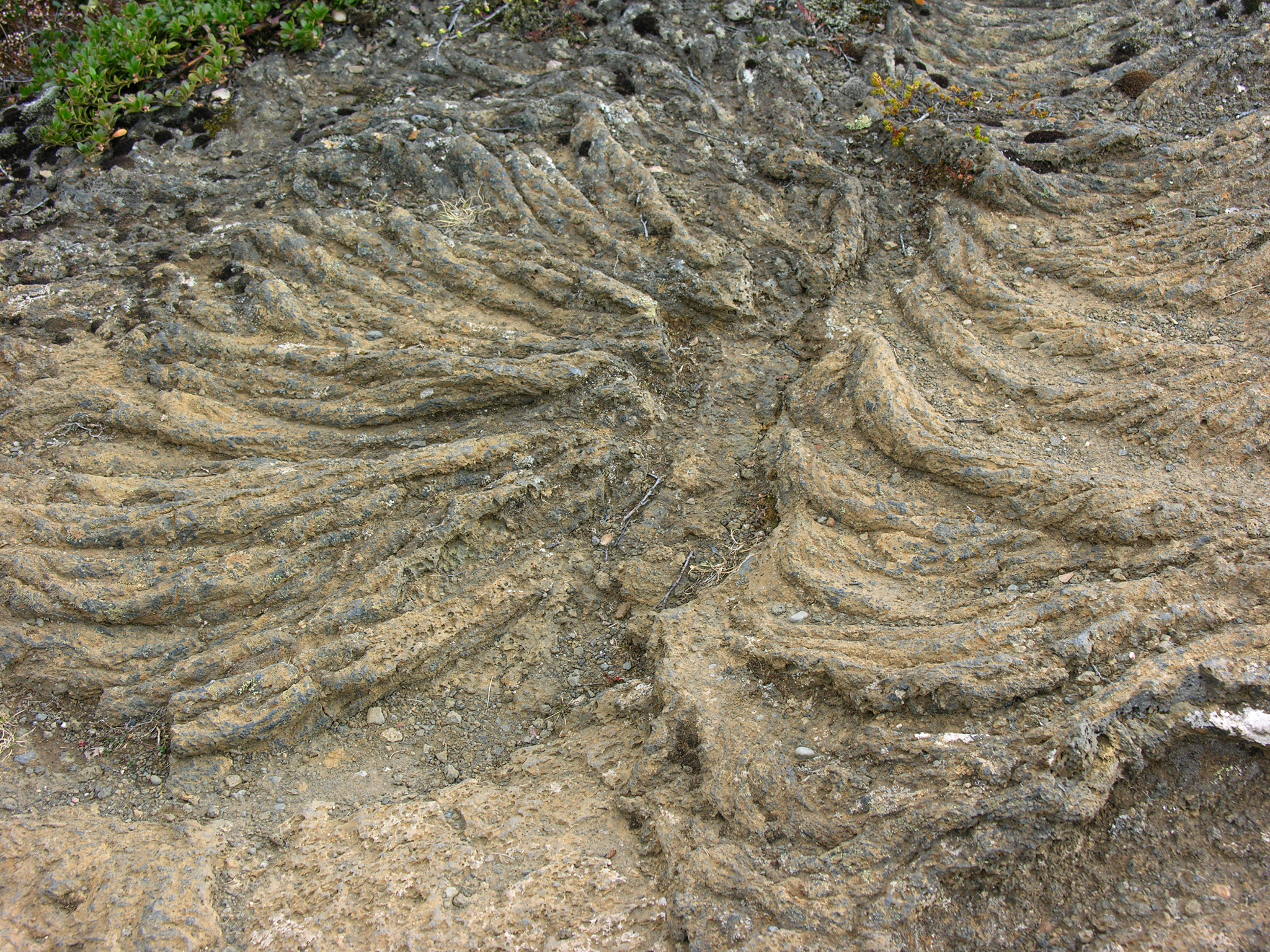
Stricklaven im Hallmundarhraun

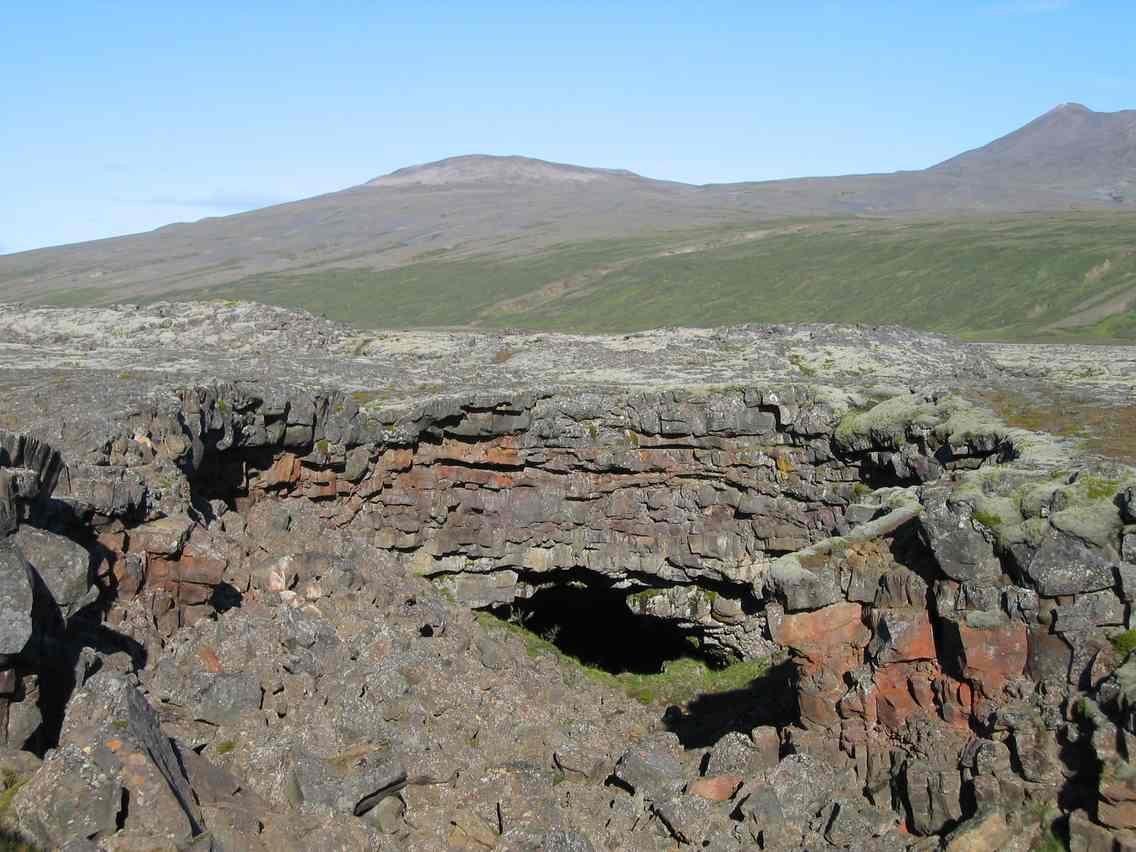
Hallmundarhraun mit Eingang zur Höhle Víðgelmir

Lavafeld westlich von Víðgelmir

Das Hallmundarhraun ist ein Lavafeld im Westen von Island. Es stammt aus der Zeit der Landnahme Islands, das heißt von der Wende des 9. zum 10. Jahrhundert, und hat eine Länge von 50 km.

## Herkunft und genauere Beschreibung des Lavafeldes
Auf etwa 750 m Höhe befinden sich im Westen des Langjökull beim Jökulkrók zwei Krater, aus denen die Laven strömten. Sie liegen in sieben Kilometer Entfernung voneinander. Die Krater gehören zum Vulkansystem im nördlichen Teil des Langjökull, das auch als Vulkansystem von Hveravellir bekannt geworden ist.
Die Laven sind teilweise über das östliche Ende des Passes Flosaskarð zwischen den Gletscherschilden Eiríksjökull und Langjökull gelaufen. Der stärkere Lavastrom breitete sich nördlich des Eiríksjökull aus bis zum Fljótadrög, wo Quellen unter ihm hervorkommen, die den Fluss Norðlingafljót speisen, folgte dann dem Tal des Flusses und spaltete sich rund um den Palagonitkegel Strútur auf. Der östliche Teil im Tal der Hvítá wird Skógarhlíðarhraun genannt. Die Quellen des Flusses Hvítá liegen in diesen Laven. Der nördliche Teil heißt Gráhraun, der südliche Skógarhraun.
Bei einem Großteil der Laven vor allem im südlichsten Teil des Lavafeldes handelt es sich um Pahoehoe-Laven, die oft als Stricklaven auftreten.

## Name
Der Name hat seinen Ursprung in der Saga von Grettir dem Starken. Dort wird erzählt, dass Grettir auf einer seiner Reisen als Geächteter einen Troll namens Hallmundur dort in einer Höhle antraf, wo er überwinterte und mit dessen Töchtern spielte.

## Höhlen im Hallmundarhraun
Wie in vielen Lavafeldern, gibt es im Hallmundarhraun zahlreiche Höhlen. Dabei handelt es sich um alte Lavaröhren. Das Dach ist bei vielen teilweise und manchmal auch ganz eingestürzt.

### Surtshellir und Stefánshellir
Die bekanntesten Höhlen sind Surtshellir und Stefánshellir, die fast ineinander übergehen (die Verbindung ist zusammengebrochen) und insgesamt über 3,5 km lang sind. Sie liegen etwa 7 km nördlich des Hofes Kalmannstunga in Richtung Arnarvatnsheiði. Surtshellir hat eine Länge von 1.310 m und reicht bis in 40 m unter die Oberfläche der Arnarvatnsheiði. Die Höhle hat eine Höhe von bis zu 10 m. Oft steht Wasser in der Mitte der Höhle, das auch im Sommer gefroren sein kann. Daher heißt der innerste Teil Íshellir. In diesen Höhlen wurden Spuren menschlicher Anwesenheit wie Knochenreste von Mahlzeiten gefunden. Viele Sagen ranken sich um die Höhlen, die oft in Verbindung mit Gesetzlosen und deren Wesen gebracht werden. Sowohl in der Sage um Eiríkur, den Namensgeber des Gletschervulkans Eiríksjökull, als auch in der Sturlunger-Saga spielt die Höhle eine Rolle. Wegen heruntergebrochener Steine und Felsstücke ist der Boden in diesen Höhlen sehr uneben.

### Víðgelmir
Diese aufgrund ihres bunten Gesteins (Rhyolith) besonders schöne Höhle steht unter Naturschutz und darf nur mit Führung (z. B. vom Hof Kalmannstunga) betreten werden. Sie liegt in zwei Kilometer Entfernung von Fljótstunga í Hvítársíða und ist 1.460 m lang. Von 1918 bis 1930 war die Höhle ganz vereist.

### Hallmundarhellir
Die Höhle liegt etwa 20 Minuten zu Fuß vom Berg Syðra-Sauðafjall (528 m) in Richtung Eiríksjökull entfernt. Sie ist etwa 40 m lang und verengt sich nach innen. Zwei Jahre nach ihrer Entdeckung 1956 gab ein Museumswärter ihr den Namen nach dem Troll aus der Grettissaga. Der Höhle kann angesehen werden, dass sie vorübergehend bewohnt war. Mauern sind gebaut worden und es wurden Knochenüberreste von Mahlzeiten gefunden.

### Kalmannshellir
Diese Höhle liegt im Nordosten des Berges Þrístapafell im Pass Jökulkrók und ist ungefähr einen Kilometer lang.

## Hraunfossar
Aus den Laven des Hallmundarhraun strömen in Hvítársíða im Süden der Arnarvatnsheiði die Wasserfälle Hraunfossar auf über 1,5 km Länge.

### Wissenschaftliche Artikel
- Hveravellir im Global Volcanism Program der Smithsonian Institution (englisch)
- Lavahöhlen im Hallmundarhraun (PDF; 738 kB)

### Fotos
- Photo: Norðlingafljót, in der Mitte der schneebedeckte Schildvulkan Ok, rechts davon Strútur
- Photo: der berühmte Lavamann / hraunkarl im Hallmundarhraun auf dem Weg zur Surtshellir
- Photo: Am Fluss Geitá bei Húsafell, in der Ferne der Hof Kalmannstunga
- Grudwasserteich in eingestürzter Lavahöhle, Hallmundarhraun, Arnarvatnsheiði im Hintergrund der Berg Strútur